# Simon Plekker
Simon Lambertus Antonius Plekker (Amsterdam, 17 maart 1883 - 22 maart 1959) was een Nederlands nationaalsocialistisch politicus.
Plekker had carrière gemaakt in Nederlands-Indië bij de Delimaatschappij. Bij terugkeer in Nederland vestigde hij zich als rentenier in Haarlem. Hij meldde zich in 1932 aan bij Anton Musserts Nationaal-Socialistische Beweging (NSB) en ontving het stamboeknummer 986. Hij werd uiteindelijk districtsleider van de NSB in zijn woonplaats. Als zodanig ontpopte hij zich als medestander van Mussert in diens strijd met de volks-radicale stroming die werd geleid door Meinoud Rost van Tonningen.

## Tijdens de Tweede Wereldoorlog
In de meidagen van 1940 werd Plekker door het Nederlandse gezag geïnterneerd. Na de capitulatie benoemde Mussert hem tot gemachtigde in algemene dienst. Op 10 maart 1941 aanvaardde Plekker zijn benoeming door de Duitse bezetter tot regeringscommissaris ('burgemeester') van Haarlem.
Een bekend rijmpje uit de bezettingstijd luidde als volgt (Geuzenliedboek 1940-1945):
Op S.L.A. Plekker
Hij klom op langs de ruggen
Van honderdduizend muggen.
Nu hoont hem 't volk: Slaap Lekker!
Straks dreigt de kreet: Sla Plekker!

## Na de Tweede Wereldoorlog
Na de oorlog kreeg Plekker een gevangenisstraf van anderhalf jaar voor het ‘aanvaarden en uitoefenen in nationaal-socialistische geest van het burgemeesterschap van Haarlem.’